# Pierre Nikolaïevitch de Russie
Le grand-duc Pierre Nikolaïevitch de Russie (en russe : Пётр Николаевич Романов Piotr Nikolaïevitch Romanov), né le 10 janvier 1864 à Saint-Pétersbourg, décédé le 17 janvier 1931 au cap d’Antibes, est un membre de la maison impériale de Russie.

## Famille
Il est le fils du grand-duc Nicolas Nikolaïevitch de Russie et de la grande-duchesse née Alexandra Petrovna d'Oldenbourg.

### Mariage et descendance
Il épouse le 26 juillet 1889, à Peterhof, la princesse Militza de Monténégro, fille de Nicolas Ier de Monténégro et de Milena Vukotić.
Quatre enfants sont nés de cette union :
- Marina Petrovna de Russie, en 1927, elle épousa morganatiquement le prince Alexandre Galitzine
- Roman Petrovich de Russie, en 1921, il épousa morganatiquement la comtesse Prascovie Cheremetiev
- Nadejda Petrovna de Russie, en 1917, elle épousa morganatiquement le prince Nicolas Orlov
- Sophie Petrovna de Russie

## Biographie

### Carrière militaire

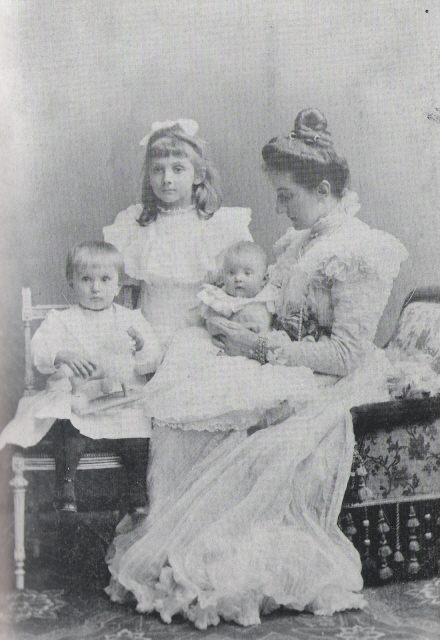
La princesse Militza de Monténégro et ses enfants vers 1900

Comme ce fut la coutume pour les grands-ducs de Russie, Pierre Nikolaïevitch de Russie servit dans l'armée impériale russe, à l'âge de vingt ans, il entra dans le régiment des Uhlans, tuberculeux, il dut temporairement mettre un terme à sa carrière militaire et vivre en Égypte où il commença à étudier l'architecture. Il fut nommé inspecteur général de l'ingénierie, Il fut promu lieutenant-général et adjudant-général, aide de camp général du tsar.
Lors de la Première Guerre mondiale, Pierre Nikolaïevitch de Russie rejoignit son frère le grand-duc Nicolas Nikolaïevitch alors commandant suprême de l'Armée impériale de Russie. Au cours de la Première Guerre mondiale, au poste d'inspecteur général des troupes du génie militaire, il fut à l'origine de la réussite des opérations des troupes russes[réf. nécessaire].

### La Russie impériale
En 1907, son frère aîné, le grand-duc Nicolas Nikolaïevitch épousa la princesse Anastasia de Monténégro, surnommée « Stana », et sœur de la princesse Militza de Monténégro, toutes deux surnommées le « péril noir » par leurs ennemis à cause de leur sombre chevelure et de leur goût pour les sciences occultes. Au début du XXe siècle, les deux couples furent socialement très influents à la Cour impériale de Russie et pratiquaient le spiritisme ensemble. Le grand-duc et son épouse furent accusés d'avoir introduit en 1901 un guérisseur français du nom de Philippe auprès des souverains russes qui désespérait d'avoir un jour un fils, et que la police fit expulser. Ils introduisirent aussi plus tard Raspoutine auprès de la famille impériale. Le prince Félix Ioussoupov, leur voisin, décrivit leur imposant palais de Znamenka comme le « point central des puissances du mal ». Par la suite, cette opinion fut largement répandue dans les hautes sphères de la famille impériale, et provoqua des divisions au sein de la Maison Romanov. L’impératrice douairière était fermement convaincue que le couple et Raspoutine profitaient de la névrose de l’impératrice Alexandra pour comploter afin d’obtenir de l’influence et les faveurs de la tsarine.

### Personnalité du grand-duc
Le grand-duc Pierre était un homme discret, timide et de nature calme, peu bavard. Homme doué d'une grande intelligence, son état de santé ne lui permit pas d'évoluer de façon normale dans la carrière militaire, il ne put exercer ses fonctions d'inspecteur général du génie comme son frère aîné, le grand-duc Nicolas le fit à son poste d'inspecteur général de la cavalerie.
En 1915, le grand-duc Nicolas fut démis de ses fonctions de commandant suprême des armées impériales et nommé commandant en chef et vice-roi du Caucase ; le grand-duc Pierre rejoignit alors son frère aîné dans cette région.

### Peinture et architecture

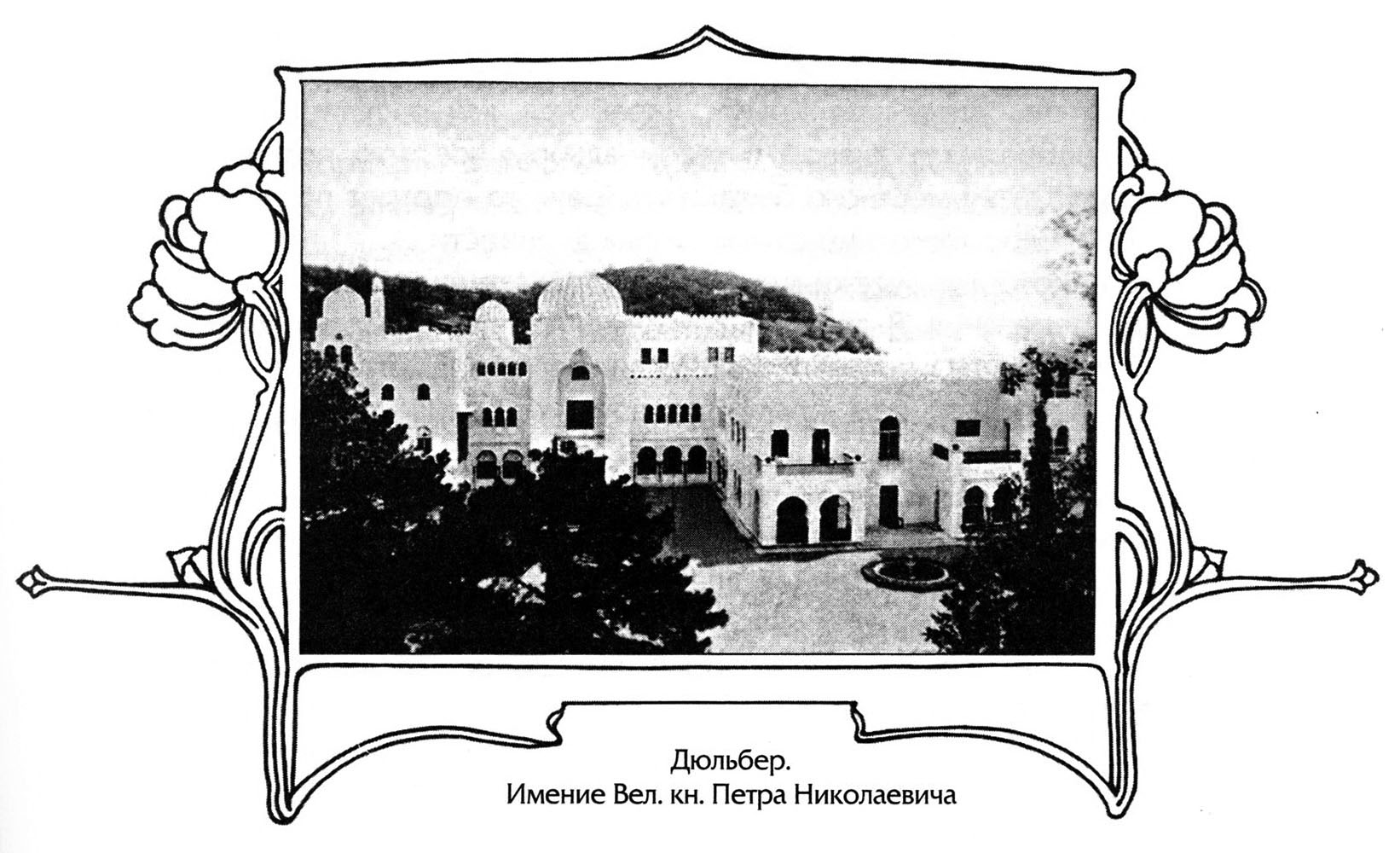
La villa Dulber en 1902.

La principale vocation du grand-duc Pierre était la peinture et l'architecture, pour lesquelles il démontra d'excellentes aptitudes. Il prit part en 1913 à Saint-Pétersbourg à des expositions à l'Académie impériale des beaux-arts.
Dans le domaine de l'architecture, il était particulièrement attiré par l'architecture religieuse. Il réalisa les plans de l'église du souvenir de Moukden, dédiée aux soldats russes tombés pendant la Guerre russo-japonaise de 1904-1905. Il fit aussi construire selon ses propres plans l'extravagante villa Dulber, à Koreïz, près de Yalta en Crimée, bâti en style néomauresque. Le grand-duc Alexandre de Russie comparait cette demeure au château de Barbe-Bleue.
Alors que les membres de la famille du grand-duc étaient menacés de mort par les représentants du soviet de Yalta, les hauts murs de la villa Dulber bâtie comme une forteresse les sauvèrent d'une mort certaine.

### L’exil

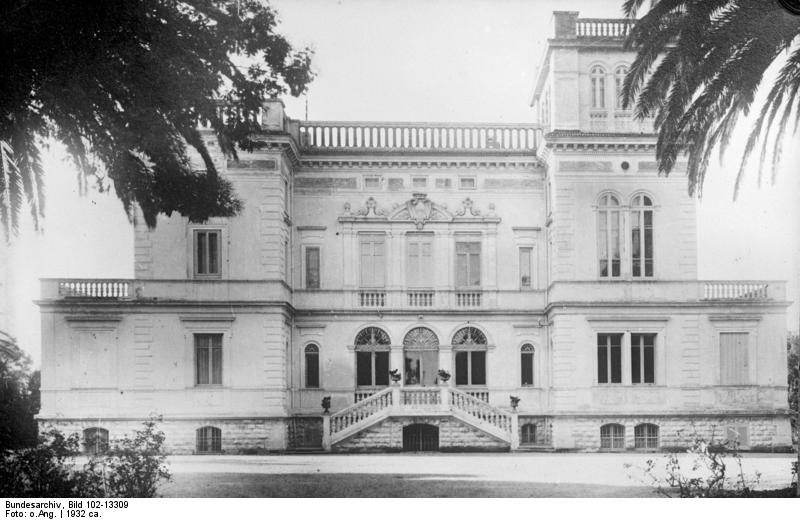
La Villa Thénard, au cap d’Antibes, dans les années 1920.

En mars 1917, après l’abdication de Nicolas II, le grand-duc et son épouse s’installent dans leur domaine de Dulber en Crimée qui n'était pas encore occupée par les Bolchéviques. En avril 1919, le grand-duc quitte la Crimée à bord du cuirassé britannique le HMS Marlborough. Il s'installe avec son frère aîné, le grand-duc Nicolas Nikolaïevitch et leurs épouses respectives, à la Villa Thénard située à Antibes. Il ne joua aucun rôle dynastique important, mais à la demande de son frère, il ne reconnut pas les droits de succession au trône impérial de Russie du grand-duc Cyrille (1876-1938).

### Décès et inhumation

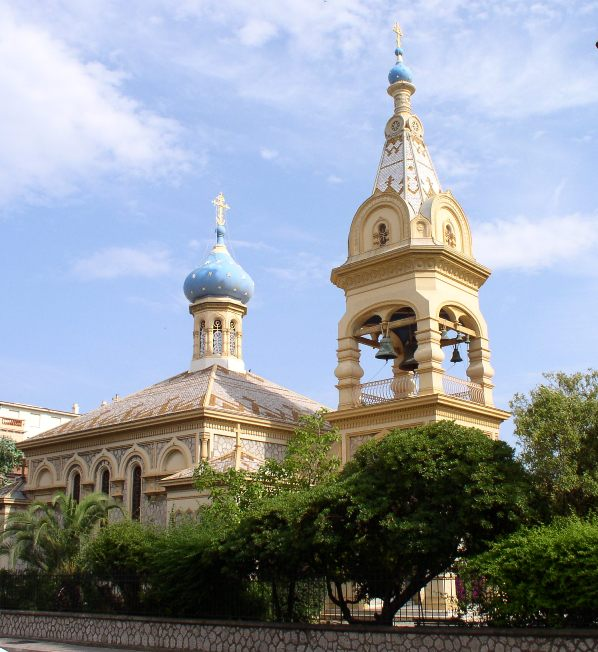
Église orthodoxe Saint-Michel-Archange de Cannes, lieu de sépulture du grand-duc Pierre et de son épouse, née princesse Militza de Monténégro.

Pierre Nikolaïevitch de Russie mourut le 17 juin 1931 à Antibes, son épouse, née princesse Militza de Monténégro, mourut le 5 septembre 1951 à Alexandrie en Égypte. Le grand-duc Pierre fut inhumé dans la crypte de l’église orthodoxe Saint-Michel-Archange de Cannes. Son épouse fut inhumée à ses côtés trente ans plus tard.

## Hommage
Une rose lui est dédiée par le rosiériste niçois Perny en 1895 sous le nom de 'Grand-Duc Pierre de Russie',.

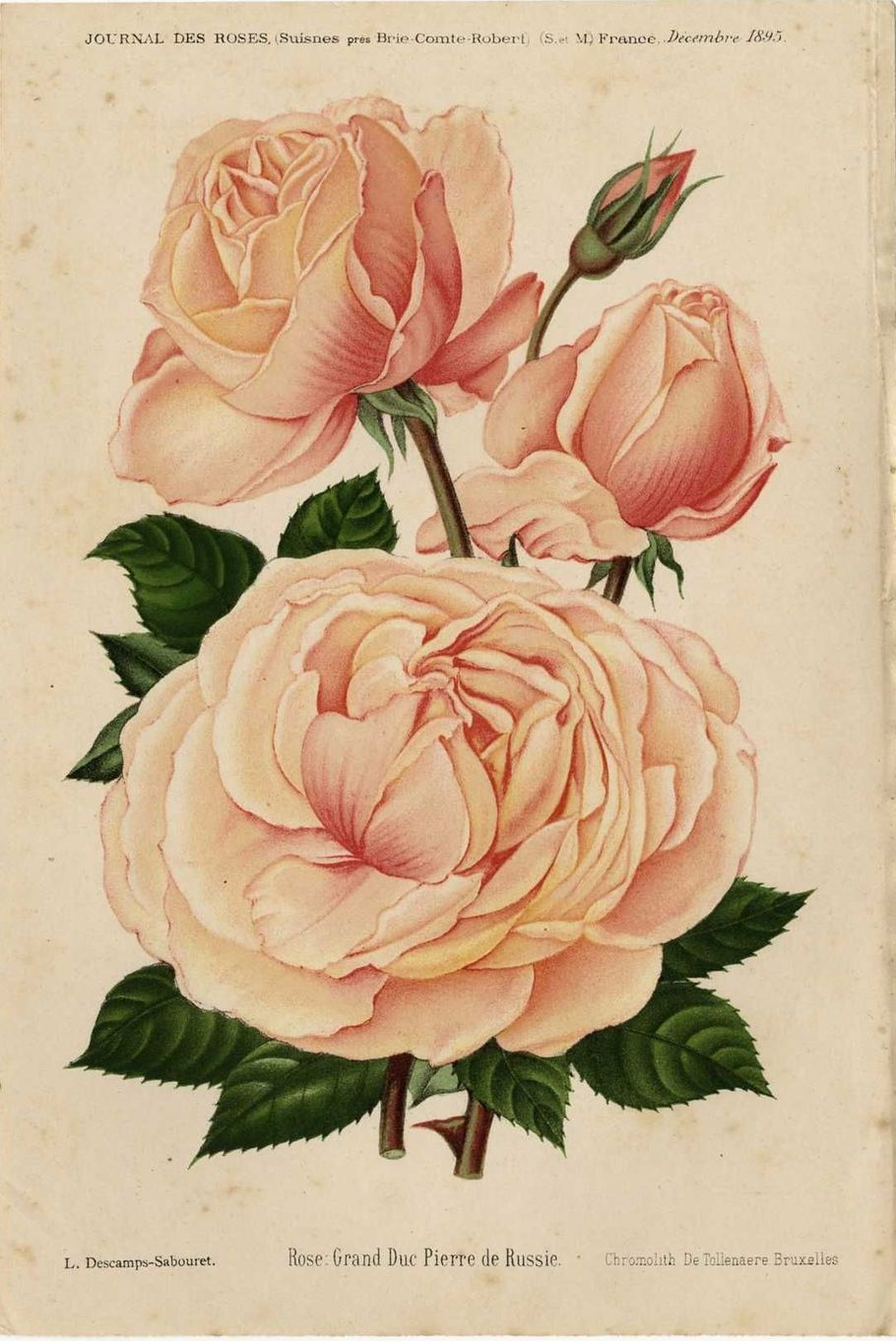
Rose thé 'Grand-Duc Pierre de Russie' (Perny, 1895).

## Distinctions
- 4 mars 1896 : grand-croix de la Légion d’honneur[5]

## Généalogie
Pierre Nikolaïevitch de Russie appartient à la troisième branche issue de la première lignée de la Maison d'Oldenbourg-Russie (Maison de Holstein-Gottorp-Romanov, elle-même issue de la première branche de la Maison de Holstein-Gottorp). Ces trois branches sont toutes trois issues de la première branche de la Maison d'Oldenbourg. Il appartint à la branche agnate des Nikolaïevitch.
Pierre Nikolaïevitch de Russie est le grand-père de l’actuel chef de la Maison impériale de Russie, le prince Dimitri Romanovitch de Russie.

### Sources
- Дюльбер (фото) Photographie de la Villa Dulber en Crimée, ancienne propriété du grand-duc Pierre.